# 岡本嘉子
岡本嘉子（7月4日—）是日本的女性聲優，所屬ARTSVISION。東京都出身。常常擔任配角方面的聲音。

## 演出作品

### 電視動畫
1994年
- 勇者警察（新聞主持人）

1995年
- 去吧！稻中桌球社（友田）
- 獸戰士 Gulkeeva（金剛琳）

1996年
- 名偵探柯南（谷家的女傭、小川雅行的妻子）

1997年
- 蠟筆小新（翁）
- 名偵探柯南（護士）

1998年
- 星際牛仔（母親）
- 秀逗博士（品川良子校長）
- 不可思議的梅摩兒（仁多子的母親、省吾的母親）
- 魔術士歐菲（大濱菊）
- 名偵探柯南（阿姨）

1999年
- 此時此刻的我（修的母親）
- 傀儡師左近（農家的主婦A）
- 麻辣教師GTO（櫻井良子）
- ∀GUNDAM（農家的妻子）
- 名偵探柯南（居酒屋老闆娘）

2000年
- 名偵探柯南（瀨川美智子、石田康江、老奶奶）

2001年
- 銀河五虎將（真里亞出來餅）
- 心之圖書館（老奶奶）
- 逮捕令 SECOND SEASON（綠的阿姨）
- 名偵探柯南（店主、女子）
- 流血鬼（村裡的女子2）

2002年
- 水瓶戰記 Sign for Evolution（上倉多惠子）
- 犬夜叉（老侍女）
- Panyo Panyo Di Gi Charat（鯨）
- 名偵探柯南（店裡的阿姨、岡田照光的母親）

2003年
- 狼雨（阿姨）
- 天使怪盜（畫具店老闆澪、老奶奶）

2004年
- 怪俠佐羅利（小豆伽）
- 聖槍修女（珍老師）

2005年
- 風人物語（直的母親）
- 怪醫黑傑克（鈴田的母親）
- 名偵探柯南（女子）

2006年
- 天使心（福留母）
- 童話槍手小紅帽（老奶奶）
- 火影忍者（老奶奶）
- 備長炭（煉炭的奶奶）
- 怪俠佐羅利（小豆伽）
- 名偵探柯南（三池、阿姨、家坂的妻子）

2007年
- CLANNAD（雜貨店的大嬸）
- 名偵探柯南 （高柳的妻子）

2008年
- 死後文（院長、日比谷母親）
- 幻影少年（緋沼水繪）

2011年
- 碎之星（格拉尼茨的村人、老巫女D）
- BLEACH（阿姨）

2014年
- 名偵探柯南（白河美齡）
- 惡魔的謎語（兔角的祖母）

2016年
- 少年女僕（八百屋）
- 名侦探柯南（福来清美）

2018年
- 名侦探柯南（北园绢子）

2019年
- 名侦探柯南（门胁安子）

### 劇場版動畫
- 秀逗魔導士Gorgeous（母親2）

### 遊戲
- 其他生活：藍天的夢想（麗絲）
- 阿爾納姆之牙 獸族十二神徒傳説（伊野亞、合纖的母親）
- 戰爭機器（蜜拉女王）
- 戰爭機器2（蜜拉女王）
- 戰爭機器3（蜜拉女王）
- 火焰的廚師烹飪格鬥家好（孜然的母親）

### 連續劇CD
- 勇者鬥惡龍VI（哈珊的母親）

### 廣播劇CD
- 貧窮貴公子（杉浦的母親）

### 外語配音
電視劇
- 秋日童話（金順任（金海淑））
- 實習醫生（阿黛兒・威佛（蘿麗塔·戴維尼））

動畫
- 怨屋本铺（富士電視台版）（老鼠（露意絲·瓦蘭斯））

電影
- 殺戮時刻（桂妮・海利（東妮亞·史都華））
- 雲裳風暴（費歐娜・烏爾里希（莉莉·泰勒））
- 玫瑰少年（麗賽特（蘿倫絲·畢波））
- 寂寞先生（女王（安妮塔·帕倫柏格））

## 相關項目
- 東京都出身人物一覽

## 外部連結
- （日語）ARTSVISION公開簡歷